# Gmina Rønnede
Gmina Rønnede (duń. Rønnede Kommune)  była w latach 1970–2006 (włącznie) jedną z gmin w Danii w okręgu Storstrøms Amt. 
Siedzibą władz gminy było miasto Rønnede. 
Gmina Rønnede została utworzona 1 kwietnia 1970 na mocy reformy podziału administracyjnego Danii. Po kolejnej reformie w 2007 r. weszła w skład gminy Faxe.

## Dane liczbowe
- Liczba ludności: (♀ 3703 + ♂ 3586) = 7289
  - wiek 0-6: 8,3%
  - wiek 7-16: 14,8%
  - wiek 17-66: 65,6%
  - wiek 67+: 11,3%
- zagęszczenie ludności: 58,3 osób/km²
- bezrobocie: 3,6% osób w wieku 17-66 lat
- cudzoziemcy z UE, Skandynawii i USA: 81 na 10 000 osób
- cudzoziemcy z krajów Trzeciego Świata: 202 na 10 000 osób
- liczba szkół podstawowych: 2 (liczba klas: 41)